# Willi Markus
Erdmann Franz Willi Markus (* 13. August 1907 in Berlin; † 30. Mai 1975 in Berlin-Falkenhagener Feld) war ein deutscher SA- und SS-Führer.

## Leben und Wirken
Markus war der Sohn des Kürschnermeisters Franz Markus (1879–1915) und dessen Ehefrau Wilhelmine Matheoszat. Nach dem Besuch der Volksschule und einer Militärknabenschule in Sachsen erlernte der Sohn ebenfalls das Kürschnerhandwerk. Anschließend war er als Geselle und Ende der 1920er Jahre als Kraftfahrer tätig.

### Laufbahn in der SA (1926 bis 1934)
Am 1. September 1926 trat Markus in die SA und zum 1. September 1928 in die NSDAP ein (Mitgliedsnummer 98.332). In den folgenden Jahren machte Markus Karriere in der Berliner SA: Einem Dienstleistungszeugnis von 1937 zufolge war er in den letzten Jahren der Weimarer Republik „ein einsatzbereiter SA-Führer“, der „in Berlin an fast allen Saalschlachten, Aufmärschen und Kundgebungen zum Teil führend beteiligt“ war.
1933 erreichte er den Rang eines Sturmbannführers in der von seinem Freund Richard Fiedler geführten SA-Standarte 6. Nach Fiedlers Beförderung zum Führer der Brigade 30 übernahm Markus als Nachfolger Fiedlers die Führung der Standarte 6 im Rang eines Standartenführers.
Im September desselben Jahre beteiligte sich Markus nach Ermittlungen der Staatsanwaltschaft Berlin aus den 1960er Jahren an der Ermordung von Albrecht Höhler. Das KPD-Mitglied Höhler war 1930 wegen Totschlags an Horst Wessel zu sechs Jahren Haft verurteilt worden. Als Angehöriger einer von Karl Ernst und Rudolf Diels geführten Gruppe, zu der auch Fiedler gehörte, erschoss Markus demnach Höhler mit anderen am Rande eines Waldstücks zwischen Berlin und Frankfurt an der Oder. Das in dieser Sache in den 1960er Jahren gegen Markus und einige andere anhängige Strafverfahren wurde schließlich 1969 eingestellt, da ihnen nur Beihilfe zu der Tat nachgewiesen werden konnte, die zu dieser Zeit bereits verjährt war.
Am 30. Juni 1934 wurde Markus im Zuge der Röhm-Affäre verhaftet und in die Kaserne der Leibstandarte SS Adolf Hitler in Berlin-Lichterfelde verschleppt. Nach seiner Freilassung wurde er als Führer der SA-Standarte 6 abgelöst.

### Laufbahn in der Schutzpolizei und SS
Am 1. November 1934 trat Markus als Feldjägerstandarten und -bereitschaftsführer in das SA-Feldjägerkorps über. Vom 20. Dezember 1934 bis zum 20. März 1935 führte er die Feldjägerbereitschaft in Köln. Anschließend übernahm er die Führung der Feldjägerpanzer-Abteilung II Pommern. Am 1. April 1935 wurde er dort zum Hauptmann des Feldjägerkorps ernannt. Nach der Auflösung des Feldjägerkorps wurde Markus am 1. April 1936 in die Schutzpolizei übernommen: Dort fand er zunächst Verwendung bei der Schutzpolizei in Stettin. Vom 22. Dezember 1936 bis zum 31. März 1937 war er Führer der 4. Lehrabteilung Schöneberg.
Am 20. Mai 1937 wurde Markus zum Führer der Motorbereitschaft in Weimar ernannt. Am 10. Mai 1938, kurz nach dem Anschluß Österreichs durch das nationalsozialistische Deutsche Reich, wurde ihm die Aufgabe übertragen, die Motorsturmbereitschaft (Gendarmerie-Formation) in Klagenfurt aufzubauen, die er anschließend im Rang eines Hauptmanns der Gendarmerie führte.
Am 24. Februar 1937 heiratete Markus Dora Flamm, die Schwester der Ehefrau Fiedlers, der so zu seinem Schwippschwager wurde. Aus der Ehe gingen mindestens zwei Söhne (* 1941, 1942) und eine Tochter (* 1938) hervor.
Am 1. Juli 1939 wechselte Markus von der Ordnungspolizei in die Schutzstaffel (SS) (Mitgliedsnummer 337.756), in die er im Rang eines Sturmbannführers aufgenommen wurde. 1941 wechselte er unter Verzicht auf seine Beamtenrechte in den hauptamtlichen SS-Dienst. Daraufhin wurde er mit Wirkung vom 31. März 1941 ehrenvoll aus der Ordnungspolizei entlassen.
Nachdem Markus am 15. März 1941 die Führung der 112. SS-Standarte in Litzmannstadt (Lodz) im Oberabschnitt Warthe übernommen hatte, folgte am 20. April 1941 seine Beförderung zum SS-Obersturmbannführer. 
In den Sommermonaten 1941 und vom 27. Januar 1943 an nahm Markus mit der Waffen-SS aktiv am Zweiten Weltkrieg teil, zuletzt als Angehöriger der 12. SS-Panzer-Division „Hitlerjugend“.

### Nachkriegszeit
Eigenen Angaben zufolge geriet Markus am 7. Mai 1945 bei Linz in amerikanische Kriegsgefangenschaft. In der Folge wurde er zunächst im SS-Lager Linz-Kleinmünchen, einem ehemaligen Lager für osteuropäische Zwangsarbeiter, und dann seit 1946 im niedersächsischen Fallingbostel interniert. 
1947 wurde Markus von der Spruchkammer Benefeld/Bomlitz angeklagt vom 1. September 1939 an Mitglied der SS und später auch der Waffen-SS gewesen zu sein, „obwohl er wußte, daß diese Organisation für die Begehung von Handlungen verwendet wurde, die durch Artikel VI der Satzung des Internationalen Militärgerichts für verbrecherisch erklärt worden sind“. Eine individuelle Schuld an konkreten Taten musste ihm damit als Voraussetzung für eine Verurteilung nicht nachgewiesen werden. Er bestritt an Verbrechen seiner SS- und Waffen-SS-Einheiten beteiligt gewesen zu sein oder auch nur Kenntnis von solchen Taten gehabt zu haben. Die Spruchkammer verurteilte ihn am 25. Februar 1948 zu einer Geldstrafe von 3000 RM, die jedoch durch die Internierungszeit als abgegolten angesehen wurde. Er wurde somit zwar rechtskräftig verurteilt, verließ das Gericht jedoch als freier Mann.
Am 28. Februar 1948 wurde er in Richtung Uelzen entlassen. Am 9. März machte er sich vom dortigen Flüchtlingslager nach Oldenburg auf, wo er zunächst in einer Notunterkunft des Deutschen Roten Kreuzes aufgenommen wurde. Der Entnazifizierungsausschuss in Jever/Oldenburg stufte ihn 1949 als Mitläufer ein.
Anfang der 1950er Jahre wohnte er wieder in Berlin und bemühte sich um eine Wiederverwendung im Staatsdienst. Gegen eine Ablehnung seines Antrages legte er Widerspruch ein, den das Verwaltungsgericht Berlin 1954 prüfte. Ob Markus gemäß Artikel 131 des GG wieder in den Staatsdienst aufgenommen wurde, ist ungewiss. Seine Vorstrafe aus dem Jahr 1948 wurde jedenfalls 1956 gemäß Paragraph 20 des Straffreiheitsgesetzes vom 17. Juli 1954 getilgt.
In seinen letzten Lebensjahren arbeitete Markus in seiner Geburtsstadt Berlin als Pförtner.

## Archivalien
- Bundesarchiv: SS-Führerpersonalakte
- Bundesarchiv: Unterlagen des Rasse- und Siedlungshauptamtes